# الوطية (المحويت)

تعديل مصدري - تعديل

الوطية هي إحدى قرى عزلة الأحجول بمديرية المحويت التابعة لمحافظة المحويت، بلغ تعداد سكانها 177 نسمة حسب تعداد اليمن لعام 2004.